# Dysdera tbilisiensis
Dysdera tbilisiensis là một loài nhện trong họ Dysderidae.
Loài này thuộc chi Dysdera. Dysdera tbilisiensis được miêu tả năm 1979 bởi Mcheidze.